# Lew Stone
Pour les articles homonymes, voir Stone.
Lew Stone est un chef d'orchestre, chanteur et arrangeur britannique de la période des groupes de danse britanniques (en).
Né le 28 mai 1898 à Londres et mort le 12 janvier 1969 à Roehampton, il s'est notamment fait connaître au Royaume-Uni dans le début des années 1930.